# Wiktor Biełkin
Wiktor Wołodymyrowycz Biełkin (ukr. Віктор Володимирович Бєлкін, ros. Виктор Владимирович Белкин, Wiktor Władimirowicz Biełkin; ur. 25 lutego 1973 w Kijowie) – ukraiński piłkarz, grający na pozycji pomocnika.

## Kariera piłkarska

### Kariera klubowa
Wychowanek Dynama Kijów. Najpierw występował w drugiej drużynie, a 15 listopada 1992 roku debiutował w Wyszczej Lidze w meczu z Bukowyną Czerniowce (1:0). W czerwcu 1993 przeszedł do Borysfena Boryspol. W sezonie 1904/95 bronił barw izraelskiego Maccabi Tel Awiw, po czym powrócił do boryspolskiego klubu, który po fuzji nazywał się CSKA-Borysfen Kijów. Latem 1996 przeniósł się do Dnipra Dniepropetrowsk. W sezonie 2001/02 zakończył karierę piłkarską w izraelskim Maccabi Netanja.

### Kariera reprezentacyjna
15 marca 1994 debiutował w młodzieżowej reprezentacji Ukrainy w zremisowanym 0:0 meczu kwalifikacyjnym ME-U21 z Izraelem.

## Sukcesy i odznaczenia

### Sukcesy klubowe
- mistrz Ukrainy: 1993
- zdobywca Pucharu Ukrainy: 1993

### Odznaczenia
- nagrodzony tytułem Mistrza Sportu Ukrainy: 1993